# チャンス・フェルプス
チャンス・ラッセル・フェルプス（英:Chance Russell Phelps、1984年7月14日 - 2004年4月9日）は、アメリカ海兵隊の軍人 。イラク戦争に第1海兵遠征軍の第1海兵師団第11海兵連隊第3大隊（3/11）L中隊第2小隊所属の一等兵として従軍し、戦死した。死後、上等兵に昇進している。
フェルプスは、イラクにおいて、彼が護送していた車両縦隊が激しい銃撃を受けた際に戦死した。彼の遺体が遺族の元まで後送され、名誉の帰還を遂げるまでの物語を、ワーナー・ブラザース・ディスカバリー傘下の衛星・ケーブルテレビ放送局HBOが『TAKING CHANCE／戦場のおくりびと』として映画化している。

## 経歴
フェルプスは、ワイオミング州リバートンで生まれ、幼い時にコロラド州クレイグに引っ越し、その後、再びコロラド州クリフトンに引っ越している。その地で2003年にパリセード高校を卒業した。アメリカ同時多発テロ事件により、フェルプスは海兵隊への入隊を決めた。サンディエゴ海兵隊新兵訓練所で基礎訓練を受けた後、オクラホマ州フォート・シルの砲兵学校に学んだ。その後、2004年2月に第11海兵連隊第3大隊（3/11）に配属された。

## 戦死
フェルプスは、2004年4月9日（聖金曜日）13時30分頃、イラクのラマーディー郊外で19歳で戦死した。この時、フェルプスの部隊は、第1海兵師団副長のジョン・フランシス・ケリー准将（当時）指揮下で、車両縦隊の護衛を行っていた。そしてRPGを含む重小火器による射撃を受けた。フェルペスは負傷したものの、退避を拒否し、代わりにM240機関銃（ブローニングM2重機関銃だとする報告も一部あり。）を使用して、自身が所属する部隊と車両縦隊の残りの部分の退避を支援した。その途上に頭に銃弾を受け、これが致命傷となった
。

## 名誉

### 栄誉
フェルプスは2004年4月17日にワイオミング州デュボアに埋葬され、軍人としての栄誉に浴した。彼の遺体はマイケル・ストロブル中佐の護衛により名誉の帰還を果たした。中佐は、その護衛任務を『Taking Chance（チャンスをつかむ）』と題した手記に記録した。フェルプスの葬儀には、彼の両親や継父母、妹、海軍情報部長（妹が、その補佐官だったため。）を筆頭に90マイル（140Km）以内に所在する全ての退役軍人組織が参加した。後日、イラクのキャンプ・ラマーディーでは、彼の部隊により追悼式が催された。それから数日後に正式に上等兵の階級が死後追贈された。これと同じ時期に、キャンプ・ラマーディーに建設された野球場にフェルプス・フィールドと名付けられた。2005年半ば、海兵隊航空地上戦闘センター29パームスの食堂にフェルプス・ホールと名付けられ、正面入り口には、彼の記念碑が掲げられている。この他にも第11海兵連隊第3大隊（3/11）オフィスとデュボア海外従軍退役軍人協会（VFW）のロックガーデンやL中隊が使用する記念盾、マリーンにちなんで名付けられた中隊マスコット等に彼を記念するものが見受けられる。

### 勲章等
フェルプスの略綬は以下の通り。
| V           |  |  |
|             |  |  |
| Bronze star |  |  |

| ブロンズスターメダル（Vデバイス付） | ブロンズスターメダル（Vデバイス付） | ブロンズスターメダル（Vデバイス付） | パープルハート章 | パープルハート章   | パープルハート章   |
| 戦闘行動リボン                      | 戦闘行動リボン                      | 海兵隊善行勲章                      | 海兵隊善行勲章   | 国防従軍勲章       | 国防従軍勲章       |
| イラク従軍勲章                      | イラク従軍勲章                      | 対テロ従軍勲章                      | 対テロ従軍勲章   | 海洋従軍展開リボン | 海洋従軍展開リボン |
|                                     |                                     |                                     |                  |                    |                    |

## メディア

### PBSでの放映
フェルプスは、2004年4月20日にPBSニュースアワーで放送されたドキュメンタリー番組で取り上げられた。更にPBSニュースアワーは、2007年4月16日の番組「America at a Crossroads（岐路に立つアメリカ）」内のホームカミング・ドキュメンタリー「オペレーション・ホームカミング」においてもフェルプスの名誉の帰還に関する放送を行った。

### 映画
マイケル・ストロブル中佐のエッセイ『Taking Chance（チャンスをつかむ）』を基にしたHBOの映画は、2009年サンダンス映画祭で上映され、ドラマ部門の審査員大賞を受賞した。この映画は、ストロブル中佐が脚本を執筆し、2007年秋に撮影が終了し、2009年2月21日に上映された。俳優のケヴィン・ベーコンがストロブル中佐を演じている。監督は『ロスト・イン・トランスレーション』でプロデューサーを担当したロス・カッツが務めた。ストロブル中佐によって綴られたチャンス・フェルプスの物語は、2007年に出版された書籍『フェイシーズ・オブ・フリーダム』にも収録されている。